# Jonathan Biabiany
Jonathan Ludovic Biabiany (París, el 28 d'abril de 1988) és un futbolista professional francès que juga amb el Trapani Calcio.